# Winna (województwo świętokrzyskie)
Winna – wieś w Polsce położona w województwie świętokrzyskim, w powiecie kieleckim, w gminie Łagów.
| SIMC    | Nazwa         | Rodzaj    |
| ------- | ------------- | --------- |
| 0248119 | Winna-Kolonia | część wsi |

W latach 1975–1998 miejscowość należała administracyjnie do województwa kieleckiego.